# 고른음
고른음(Musical tone)이란 진동음중 하나로,
탄력있는 물체의 규칙적이고 주기적인 진동으로 생기는 소리가 고른음이다.
만약 1초간의 진동수가 440이라면, 이것이 매 초 주기적으로 반복되는 소리를 말한다.
이에 따라서 일정한 음의 높이를 알 수 있으며, 이런 음들은 보통 몇 개의 배음을 포함하고 있다.
타악기를 제외한(실로폰,팀파니는 음률이 일정 그외의 타악기는 일정하지가 않다) 대부분의 악기와 사람의 목소리가 여기에 속하며 음악에 주로 쓰이는 음이다.
출처-대학음악이론

## 같이 보기
- 백색 잡음